# بركة زلزل
بركة زلزل نسبة إلى ضارب العود زلزل، الذي كان غلاماً لعيسى بن جعفر، فحفر هذه البركة للسبيل. قال فيها علي بن الجهم:
وقد ذكر ياقوت الحموي ان بركة زلزل ببغداد، بين الكرخ والسَّراة وباب المحول وسويقة ابي الورد، وكان زلزل هذا ضراباً بالعود، يُضرب به المثل بحسن ضربه. وكان من الأجواد، وكان أيام المهدي والهادي والرشيد، وكان لعيسى بن جعفر بن المنصور. وكان في موضع البُركة قرية يقال لها سال بقباء إلى قصر الوضاح. فحفر هناك بركة ووقفها على المسلمين ونسبت المحلة باسرها اليه. قال إسحاق بن إبراهيم الموصلي: كان برصوما الزمار وزلزل الضارب من سواد الكوفة. وكان الرشيد قد وجد على زلزل فحبسه سنين:
وكانت أخت زلزل تحت إبراهيم الموصلي، وأسم زلزل منصور وكانت بركة زلزل تزود بالماء من نهر رزين الذي يمر بها ويدور فيها، ثم يمضي إلى باب الطاق الحراني.

## انظر ايضاً
- أنهار بغداد القديمة